# Take Me to the Hospital
Singles de Prodigy
Warrior's Dance
(2009) Nasty
(2015)
Clip vidéo
[vidéo] « Take Me to the Hospital », sur YouTube
Take Me to the Hospital est une chanson du groupe britannique Prodigy extraite de leur album Invaders Must Die sorti le 23 février 2009.
La chanson est sortie en single le 31 août 2009. C'était le troisième single commercial de cet album (après le single promo gratuit Invaders Must Die, Omen et Warrior's Dance).
La chanson débute à la 38e place du classement des ventes de singles britannique la semaine du 6 au 12 septembre 2009, mais tombe déjà à la 73e place la semaine suivante (pour une présence totale de deux semaines dans le classement).

## Classements
| Classement (2009)              | Meilleure position |
| ------------------------------ | ------------------ |
| Royaume-Uni (UK Dance Chart)   | 1                  |
| Royaume-Uni (UK Singles Chart) | 38                 |